# Samuel Arnold (acteur)
Samuel Arnold (11 juli 1991) is een Frans acteur.

## Biografie
Arnold nam in 2011 deel aan de Franse talentenshow La France a un incroyable talent. Hierna ging hij studeren aan het École internationale de Création audiovisuelle et de Réalisation en daarna aan het Giles Foreman Centre For Acting. Arnold is het meest bekend van zijn rol van Julien in de serie Emily in Paris.